# Bibiana Candia
Bibiana Candia (La Coruña, 17 de agosto de 1977) es una poeta, escritora y periodista cultural española. Estudió Filología Hispánica y más tarde, trabajó en la Universidad de La Coruña. Ha vivido en Berlín entre los años 2011 y 2021.
Candia ha publicado dos poemarios, La rueda del hámster y Las trapecistas no tenemos novio , el libro de relatos El pie de Kafka y una reflexión metaliteraria, Fe de erratas.
Su primera novela, Azucre cuenta la historia verídica de los 1700 jóvenes gallegos que trabajaron en condición de esclavos en Cuba en la industria del azúcar a finales del siglo XIX. La novela ha sido galardonada con el Premio Nollegiu al mejor libro de narrativa en castellano 2021, el V Premio de las Librerías de Navarra al mejor libro en castellano de 2021, el Premio a la mejor obra escrita en castellano en el 35 Festival du Premier Roman du Chambèry y el Premio Espartaco de la Semana Negra de Gijón.
Como periodista colabora con Jot Down, Letras Libres y The Objective. Por su labor divulgativa ha ganado en 2020 el XXVII Premio Carmen de Burgos de divulgación feminista que concede la Universidad de Málaga y en 2021 el XLII Premio Internacional A Fundación de Periodismo Julio Camba.

## Obras
- La rueda del hámster (Ediciones Torremozas, 2013).
- El pie de Kafka (Ediciones Torremozas, 2015).
- Las trapecistas no tenemos novio (Ediciones Torremozas, 2016).
- Fe de erratas (Ediciones Franz, 2018).
- Azucre (Pepitas de Calabaza, 2021).

## Premios
- XXVII Premio de divulgación feminista Carmen de Burgos (2020).[5]
- XLII Premio Internacional A Fundación de Periodismo Julio Camba (2021).[6]
- Premio Nollegiu al mejor libro de narrativa en castellano (2021).
- V Premio de las Librerías de Navarra al mejor libro en castellano (2021).[7]
- Premio a la mejor obra escrita en castellano en el 35 Festival du Premier Roman du Chambèry (2022).[8]
- Premio Espartaco a la mejor novela histórica de la Semana Negra de Gijón (2022).[9]